# Nicolau Moniz de Bettencourt
Nicolau Moniz de Bettencourt (Angra do Heroísmo, 4 de abril de 1836 — Angra do Heroísmo, 19 de outubro de 1898) foi um bacharel formado em Direito pela Universidade de Coimbra em 1863.

## Biografia
Trabalhou na Câmara Municipal de Angra do Heroísmo, onde exerceu os cargos de escrivão e tabelião.

## Relações Familiares
Foi filho de Nicolau Anastácio de Bettencourt, nascido em 14 de fevereiro de 1810 e de Balbina de Brito, nascida em 15 de Agosto de 1810.
Casou com D. Francisca Virgínia da Cunha da Silveira de Bettencourt, nascida em 13 de março de 1841. de quem teve 4 filhos:
1 – Aníbal de Bettencourt, nascido em 21 de Junho de 1868 e casado com D. Clotilde Corte Real Martis.
2 – Nicolau Anastácio de Bettencourt, nascido em 1 de Outubro de 1872 e casado com D. Maria Emília Leite da Gama Álvares Cabral.
3 – José Tristão de Bettencourt, nascido em 3 de Julho de 1880 e casado por duas vezes, a primeira com D. Maria Silvínia Corte Real Martins e a Segunda com D. Maria Gilda de Azevedo Gomes de Bettencourt.
4 – D. Maria Guiomar Moniz de Bettencourt, casada com Aníbal Celestino Corrêa Mendes.